# Dualité de Poincaré
En mathématiques, le théorème de dualité de Poincaré est un résultat de base sur la structure des groupes d'homologie et cohomologie des variétés, selon lequel, si M est une variété « fermée » (i.e. compacte et sans bord) orientée de dimension n, le k-ième groupe de cohomologie de M est isomorphe à son (n – k)-ième groupe d'homologie, pour tout entier naturel k ≤ n :
La dualité de Poincaré a lieu quel que soit l'anneau de coefficients, dès qu'on a choisi une orientation relativement à cet anneau ; en particulier, puisque toute variété a une unique orientation mod 2, la dualité est vraie mod 2 sans hypothèse d'orientation.

## Histoire
Une forme de dualité de Poincaré a d'abord été énoncée sans démonstration par Henri Poincaré en 1893, par rapport aux nombres de Betti : les k-ième et (n – k)-ième nombres de Betti d'une n-variété fermée orientable sont égaux. La notion de cohomologie ne serait clarifiée qu'environ 40 ans plus tard. Dans son article Analysis Situs de 1895, Poincaré essaya de démontrer le théorème en utilisant la théorie topologique de l'intersection, qu'il avait inventée. La critique de son travail par Poul Heegaard le fit réaliser que sa preuve était irrémédiablement fausse. Dans les deux premiers compléments d'Analysis Situs, Poincaré donna une autre démonstration, en matière de triangulations duales.
La dualité de Poincaré ne prit sa forme moderne qu'à la naissance de la cohomologie, dans les années 1930, lorsqu'Eduard Čech et Hassler Whitney inventèrent les cup- et cap-produits et formulèrent cette dualité en ces termes nouveaux.

## Formulation moderne
L'énoncé moderne du théorème de dualité de Poincaré est en termes d'homologie et de cohomologie : si M est une n-variété fermée orientée alors, pour tout entier k, il existe un isomorphisme canonique de son k-ième groupe de cohomologie Hk(M) dans son (n – k)-ième groupe d'homologie Hn – k(M). (Ici, l'homologie et la cohomologie sont prises à coefficients dans l'anneau des entiers, mais le même théorème vaut pour tout anneau de coefficients.) Cet isomorphisme est l'application de cap-produit par la classe fondamentale (en) de M correspondant à l'orientation.
Pour une variété orientée non compacte, il faut remplacer la cohomologie par la cohomologie à support compact (en).
Les groupes d'homologie et de cohomologie en degrés strictement négatifs étant nuls par définition, un corollaire de la dualité de Poincaré est que pour une variété fermée orientable, ils sont aussi nuls en degrés strictement supérieurs à n.

## Structures cellulaires duales
À toute triangulation T d'une n-variété M correspond une décomposition polyédrique duale, dont les k-cellules sont en bijection avec les (n – k)-cellules de la triangulation, ce qui généralise la notion de polyèdre dual.
Plus précisément, soit S un simplexe de T, on va définir sa cellule duale DS. Soit Δ un n-simplexe de T contenant S, si bien qu'on peut voir S comme un sous-ensemble des sommets de Δ. On définit alors Δ ∩ DS comme l'enveloppe convexe (dans Δ) des isobarycentres de tous les sous-ensembles de sommets de Δ qui contiennent S. On peut vérifier que si S est de dimension i alors DS est une (n –  i)-cellule. De plus, ces cellules duales forment une décomposition cellulaire de M, et la seule (n – i)-cellule duale qui rencontre la i-cellule S est DS. Ainsi, l'accouplement CiM ⊗ Cn –  iM → ℤ donné par les intersections induit un isomorphisme de CiM  dans Cn –  iM, où Ci désigne ici l'homologie cellulaire de la triangulation T, et Cn –  iM et Cn –  iM sont les homologie et cohomologie cellulaires de la décomposition duale. Pour démontrer la dualité de Poincaré, il reste à prouver que ces isomorphismes constituent un isomorphisme de complexes. Cela vient du fait que la relation de bord pour la triangulation T correspond, via S ↦ DS, à la relation d'incidence pour la décomposition duale.

## Naturalité
Le foncteur Hk est contravariant, tandis que Hn –  k est covariant. La famille des isomorphismes
est naturelle au sens suivant : si une application continue f : M → N entre deux n-variétés orientées est compatible avec les orientations, c'est-à-dire si elle envoie la classe fondamentale de M sur celle de N, alors DN = f∗ DM f*, où f∗ et f* sont les applications induites par f en homologie et en cohomologie.
L'hypothèse de compatibilité est très forte et cruciale, puisque pour une application continue f quelconque, f* n'est généralement pas injective : par exemple, si f est un revêtement, f∗ envoie la classe fondamentale de M sur un multiple de celle de N, le coefficient multiplicateur étant le degré de l'application f.

## Formulation en matière d'accouplements bilinéaires
Dans toute cette section, les groupes d'homologie sont à coefficients entiers.

### Deux accouplements
Supposons que M est une variété fermée orientable et notons τHi(M) le sous-groupe de torsion de Hi(M) et λHi(M) = Hi(M)/τHi(M) sa partie libre. Il existe alors des applications bilinéaires qui sont des accouplements de dualité (en un sens expliqué plus loin) :
le produit d'intersection
et la forme d'accouplement des torsions
où ℚ/ℤ désigne le groupe quotient du groupe additif des rationnels par celui des entiers. Dans cette dernière apparaît un –1 dans la dimension, si bien que la somme des deux degrés est n – 1 et non pas n.
Si la variété M est lisse, on peut calculer le produit d'intersection de deux classes d'homologie en les perturbant pour les rendre transverses et en calculant leur nombre d'intersection (en) orienté. Quant à l'accouplement de deux éléments de torsion x et y, il se calcule en réalisant nx comme le bord d'une classe z. La forme envoie (x, y) sur la fraction de dénominateur n et de numérateur égal au nombre d'intersection transverse de z avec y.
L'assertion que ces deux formes sont des accouplements de dualité signifie que les applications adjointes
et
sont des isomorphismes de groupes.
On en déduit à la fois la dualité de Poincaré
et le théorème des coefficients universels à coefficients entiers, c'est-à-dire les isomorphismes
et
Il en résulte que λHi(M) et λHn – i(M) sont isomorphes (non naturellement) et de même, τHi(M) et τHn – i – 1(M) sont isomorphes.

### Dimension intermédiaire
Alors que pour la plupart des dimensions, la dualité de Poincaré induit un accouplement entre des groupes d'homologie différents, dans la dimension intermédiaire elle induit une forme bilinéaire sur un même groupe d'homologie. La forme d'intersection qui en résulte est un invariant topologique très important. Ce qu'on appelle la « dimension intermédiaire » dépend de la parité.
- Si la variété est de dimension paire n = 2k, ce qui est le cas le plus souvent envisagé, la dimension intermédiaire est la dimension moitié, k = n/2, et on a une forme sur la partie libre de l'homologie de degré k  :{\displaystyle \lambda H_{k}M\otimes \lambda H_{k}M\to \mathbb {Z} .}
- Si M est de dimension impaire n = 2k + 1, cas moins couramment mentionné, la dimension intermédiaire est la partie entière k de la dimension moitié et on a une forme sur la partie de torsion de l'homologie de degré k :{\displaystyle \tau H_{k}M\otimes \tau H_{k}M\to \mathbb {Q} /\mathbb {Z} .}Cependant, il y a aussi un accouplement entre la partie libre de cette homologie de degré k et celle de l'homologie de degré k + 1 :{\displaystyle \lambda H_{k}M\otimes \lambda H_{k+1}M\to \mathbb {Z} .}

Les groupes en jeu, qui ne sont pas un unique groupe muni d'une forme bilinéaire, forment un complexe différentiel simple et sont étudiés en L-théorie algébrique.

### Applications
Cette approche de la dualité de Poincaré a été utilisée par Przytycki (en) et Yasuhara pour donner une classification élémentaire, à homotopie près et à difféomorphisme près, des espaces lenticulaires de dimension 3.

## Formulation par l'isomorphisme de Thom
La dualité de Poincaré est étroitement liée à l'isomorphisme de Thom en homologie. On considère toujours une n-variété fermée orientée M. Soient M × M son produit par elle-même et V un voisinage tubulaire ouvert de la diagonale dans M × M. On considère les applications suivantes :
- le cross-produit en homologie{\displaystyle H_{*}M\otimes H_{*}M\to H_{*}(M\times M)} ;
- l'inclusion{\displaystyle H_{*}(M\times M)\to H_{*}\left(M\times M,(M\times M)\setminus V\right)} ;
- l'application d'excision, où νM désigne le fibré normal en boules de la diagonale dans M × M {\displaystyle H_{*}\left(M\times M,(M\times M)\setminus V\right)\to H_{*}(\nu M,\partial \nu M)} ;
- l'isomorphisme de Thom{\displaystyle H_{*}(\nu M,\partial \nu M)\to H_{*-n}M},qui est bien défini grâce à l'identification standard de νM avec le fibré orienté TM.

Par composition, on obtient un produit d'intersection
qui généralise celui vu plus haut. On généralise de même la forme d'accouplement sur les torsions, en utilisant le théorème de Künneth.
Cette formulation de la dualité de Poincaré doit sa popularité au fait qu'elle s'étend à toute théorie homologique généralisée disposant d'une notion d'orientabilité, c'est-à-dire d'un isomorphisme de Thom. Par exemple, pour la K-théorie topologique complexe, la bonne notion d'orientabilité est l'existence d'une structure spinℂ.

## Généralisations et résultats liés
Le théorème de dualité de Poincaré-Lefschetz (en) est une généralisation pour les variétés à bord.
Dans le cas non orientable, en considérant le faisceau des orientations locales, on peut donner un énoncé indépendant de l'orientabilité : voir Dualité de Poincaré à coefficients locaux (en).
La dualité de Blanchfield est une version de la dualité de Poincaré qui fournit un isomorphisme entre l'homologie d'un revêtement abélien d'une variété et la cohomologie correspondante à supports compacts. Elle est utilisée pour obtenir des résultats basiques de structure sur le module d'Alexander et peut servir à définir les signatures (en) d'un nœud.
Avec le développement, à partir de 1955 environ, des théories homologiques dites « extraordinaires », l'homologie H∗ a pu être remplacée par d'autres théories en généralisant la formulation par l'isomorphisme de Thom, comme expliqué ci-dessus.
La dualité de Verdier (en) est la généralisation adéquate pour des objets géométriques (avec singularités éventuelles) comme les espaces analytiques (en) ou les schémas, tandis que l'homologie d'intersection (en) a été développée par Mark Goresky et Robert MacPherson pour les espaces stratifiés (en) comme les variétés algébriques réelles ou complexes, précisément dans l'intention de généraliser cette dualité à de tels espaces stratifiés.
Il existe beaucoup d'autres formes de dualité géométrique en topologie algébrique, comme celles de Lefschetz (en), d'Alexander, de Hodge et de Spanier-Whitehead (en).
Plus algébriquement, on peut abstraire la notion de complexe de Poincaré (en), un objet algébrique qui se comporte comme le complexe des chaînes singulières d'une variété et vérifie en particulier la dualité de Poincaré sur ses groupes d'homologie, relativement à un élément privilégié jouant le rôle de la classe fondamentale. La théorie de la chirurgie l'utilise pour algébriser des questions sur les variétés. Un « espace de Poincaré » est un espace dont le complexe des chaînes singulières est un complexe de Poincaré. Ce n'est pas toujours une variété, mais son défaut à en être une est mesuré par la théorie de l'obstruction.